# Carl Richard Hennicke
Carl Richard Hennicke (* 26. Dezember 1865 in Chemnitz; † 27. August 1941 in Gera) war ein deutscher Arzt, Publizist und Ornithologe.

## Leben
Carl Richard Hennicke zog im Kindesalter mit seinen Eltern 1873 von Chemnitz nach Gera. Er wurde erzogen bei dem Ornithologen und Geologen Karl Theodor Liebe. Er besuchte das Gymnasium in Gera und studierte ab 1886 an der Universität Leipzig Medizin und Naturwissenschaften. 1891 promovierte er in Leipzig und war Assistent an der Augen- und Ohrenklinik. Reisen führten ihn nach Schweden, Norwegen, Spitzbergen, Finnland, Russland, in die Schweiz, nach Italien, Spanien und Westafrika.
Ab 1894 arbeitete er in Gera als Arzt für Augen- und Ohrenleiden. 1895 trat er die Nachfolge von Karl Theodor Liebe an und wurde 1912 zum Professor ernannt.
Als Ornithologe und Naturschützer war er u. a. Redakteur der Ornithologischen Monatsschrift und Vorsitzender des „Deutschen Vereins zum Schutze der Vogelwelt e. V.“.
Carl Richard Hennicke war mit Mathilde geb. Heffter verheiratet und hatte zwei Töchter. Im Jahr 1903 wurde er zum Mitglied der Leopoldina gewählt.

## Werke
- Liebe, Karl Theodor: Ornithologische Schriften. Gesammelt und herausgegeben von Carl R. Hennicke. W. Malende, Leipzig 1893. 723 S.
- Ergänzungs-Band zu K. Th. Liebes Ornithologische Schriften. Köhler, Gera 1895. 48 S.
- Der Graupapagei in der Freiheit und in der Gefangenschaft. E.M. Köhler, Gera 1895. 64 S. archive.org (PDF; 4,0 MB)
- Vogelschutz durch Anpflanzungen. Unter Benutzung der Arbeit von Dr. Dieck … . 1896.
- Naumann, Naturgeschichte der Vögel Mitteleuropas. Neu bearbeitet. Hrsg. von Carl R. Hennicke, Gera-Untermhaus 1896–1905.
- Die Raubvögel Mitteleuropas: 53 Tafeln in feinem Chromo- und 8 Tafeln in Schwarzdruck nebst Abbildungen im Text nach Originalen der Maler Goering, Keulemans, Kleinschmidt, de Maes, v. Nécsey und Rhamm, mit erklärendem Text. Halle a.d.S., H. Gesenius, 1904. 250 S.
- Die Fänge der in Mitteleuropa vorkommenden Raubvögel: 33 photolithographische Tafeln mit Beschreibung und einer Bestimmungstabelle. Dresden, H. Schultze, 1905. 66 S.
- (Wilhelm) Weichers Naturbilder. Wilhelm Weicher 1908. 190 S.
- Vogelschutzbuch. 1911. 126 S.
- Handbuch des Vogelschutzes. Magdeburg, Creutz, 1912. 468 S.
- Taschenbuch der einheimischen Vögel. 1941. 181 S.